# Молчанова, Татьяна Ивановна
Татьяна Ивановна Молчанова (род. 1949) — генеральный директор корпорации «Луганскмясопром», директор акционерного общества «Луганский мясокомбинат», Герой Украины (2004).

## Биография
Родилась 27 октября 1949 года в г. Красный Луч Луганской области в шахтерской семье.
В 1968 г. окончила Россошинский мясомолочный техникум.
Без отрыва от производства закончила Киевский технологический институт пищевой промышленности (1979) по специальности «Технология мяса и мясных продуктов».
В настоящее время — генеральный директор корпорации «Луганскмясопром» и директор акционерного общества «Луганский мясокомбинат». 

## Награды и звания
- Герой Украины (с вручением ордена Державы, 22 августа 2004 — за выдающийся личный вклад в развитие пищевой промышленности, обеспечение производства качественной отечественной мясной продукции на основе внедрения эффективных технологий, многолетний добросовестный труд).
- Награждена орденом  князя Ярослава Мудрого V степени (2009)[1] (11.2009) и орденом княгини Ольги III степени (2002)[2].
- Заслуженный работник промышленности Украины (1998).